# Exèrcit Popular d'Alliberament del Kurdistan
L'Exèrcit Popular d'Alliberament del Kurdistan (Arteshen Rizgariya Gelli Kurdistan) fou una organització kurda de Turquia formada pel Partit dels Treballadors del Kurdistan (PKK) i organitzacions que li donaven suport.
Mahsum Korkmaz Agit va refugiar-se al Líban any 1980, on va començar l’entrenament militar, escapant del cop d'estat dels militars turcs. Fou dels primers en infiltrar-se altre cop a Turquia creant un operatiu guerriller, les Forces d'Alliberament del Kurdistan (Hêzên Rizgariya Kurdistan, HRK) a la zona del Botan. Agitfou abatut per l’exèrcit turc a les muntanyes Gabar, Botan el 28 de març de 1986, i l'octubre d'aquell any, en el tercer congrés del PKK es va formar un front militar anomenat Exèrcit Popular d'Alliberament del Kurdistan (Arteshen Rizgariya Gelli Kurdistan o ARGK). Com que no tenia un suport regional important, va tenir una vida languida. El cap del PKK es va adonar que calia ampliar la base i el 1985 va formar una nova organització més àmplia amb inclusió de no marxistes i de religiosos, anomenada Front d'Alliberament Nacional del Kurdistan (Eniya Rizagariya Netewa Kurdistan o ERNK) del que l'ARGK seria la branca armada. El 1996, l'ARGK fou rebatejat com a Hozên Rizgariya Kurdistan (Exèrcit d'Alliberament del Kurdistan, HRK). Després del 2002 la branca militar fou la Hezen Parastina Gel (Forces de Defensa del Poble).